# Graffiti

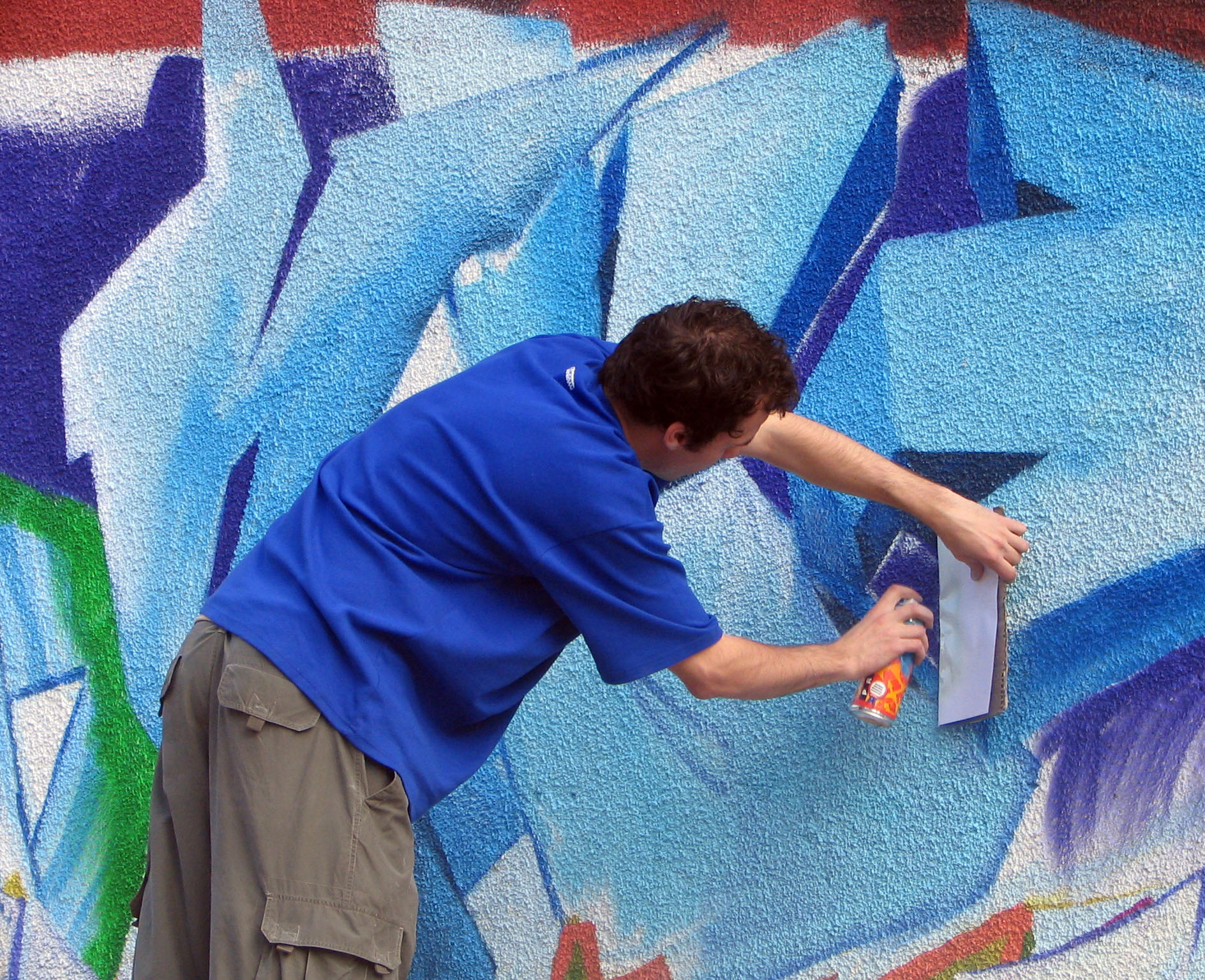
Een graffiti-kunstenaar aan het werk in Boekarest

Graffiti (uitspr.: /ɡraˈfiti/) is een verzamelnaam voor afbeeldingen of teksten die op straat of op een andere min of meer openbare plaats vaak illegaal met verf of verfstift (paintmarker) zijn aangebracht, of in hout, (zacht) gesteente of gestucte muren zijn ingekrast.

## Etymologie
Het Nederlandse woord graffiti, dat zowel enkel- als meervoud is, komt via het Engels uit het Italiaans. Het Italiaanse woord graffiti betekent "ingekraste tekeningen" en is de meervoudsvorm van het woord graffito. Dit woord is verwant aan graffio (kras, schram) en het werkwoord graffiare (krabben, schrammen). Graffiare staat via het Latijn in verband met het Griekse werkwoord γράφειν (graphein, inkrassen, schrijven, graveren).
Het woord graffiti is een Italiaans woord dat als /ɡrafˈfiti/ wordt uitgesproken, met de klemtoon dus op de tweede lettergreep. Hoewel het verschijnsel uit de Verenigde Staten is overgewaaid, waar het woord eveneens met de klemtoon op de tweede lettergreep wordt uitgesproken, wordt het in Nederland soms onjuist uitgesproken als /ˈɡrɛfəti/, dus met de klemtoon op de eerste lettergreep (wat bijna klinkt als het Engelse gravity (/ˈɡrævəti/), zwaartekracht).

## Geschiedenis

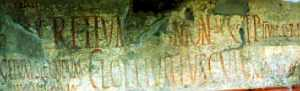
Het gewone volk van het Romeinse Rijk schreef in het vulgair Latijn in plaats van in het klassiek Latijn van de literatuur, zoals te zien is in deze politieke graffiti in Pompeï

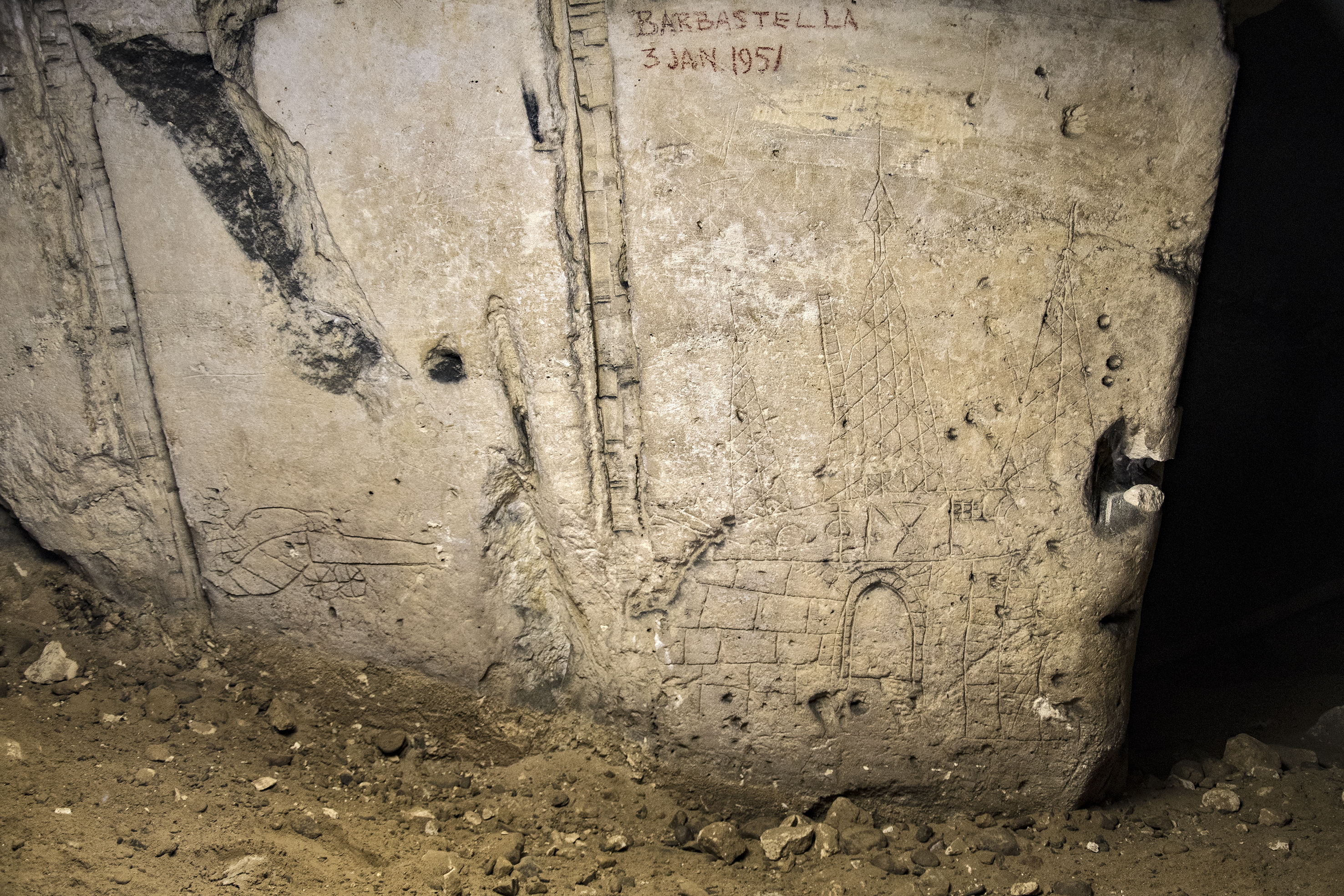
Ingekraste graffito in een mergelgroeve in Cadier en Keer (16e eeuw)

Graffiti zijn van alle tijden. De Romeinen uit de klassieke oudheid schreven ook op hun muren en monumenten, zoals nog te zien is in de Italiaanse steden Rome en Pompeï. Een aantal van deze teksten waren politieke uitspraken en aankondigingen van gladiatorenspelen. Ook Vikingen brachten ten minste vanaf de 12e eeuw graffiti aan op plaatsen die ze aandeden, zoals nog steeds te zien is in bijvoorbeeld Maes Howe in Schotland.

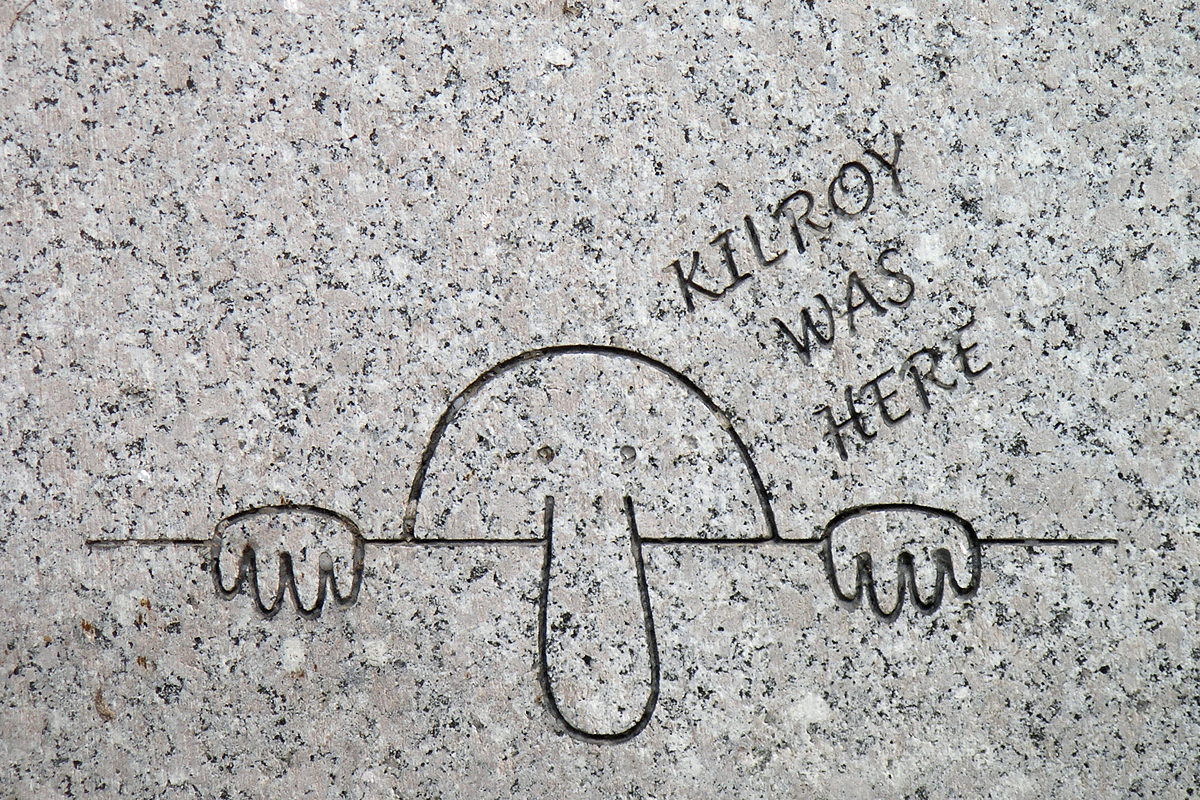
"Kilroy was here" op de National World War II Memorial in Washington DC

Tijdens de Tweede Wereldoorlog was het een rage onder Amerikaanse soldaten om overal waar ze kwamen de tekst Kilroy was here te plaatsen, voorzien van Mr. Chad, het mannetje dat over een muur staart. Deze graffiti worden nog overal ter wereld aangetroffen; van de muren van openbare toiletten tot boven in het Vrijheidsbeeld in New York.

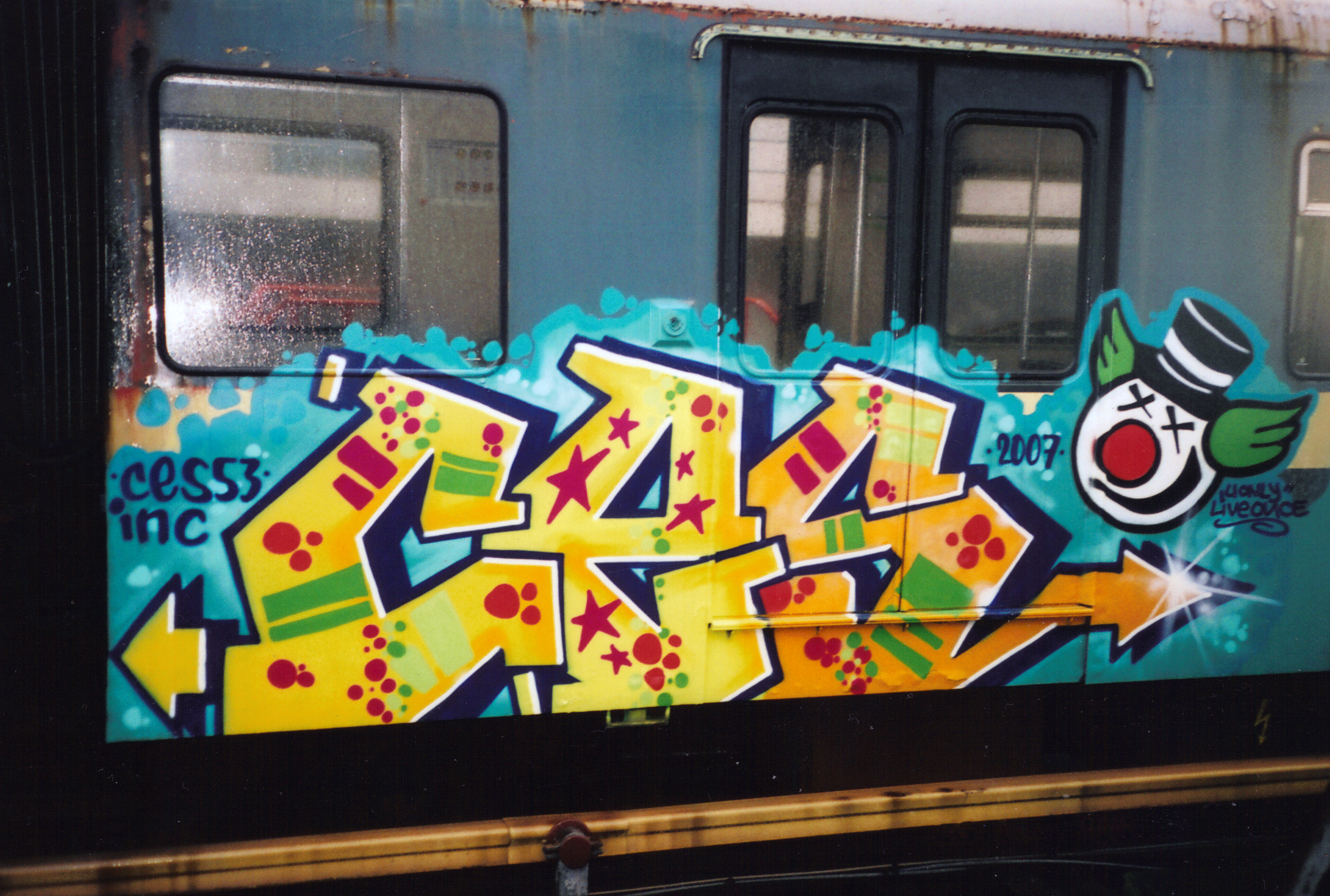
Graffiti op een metro, gemaakt door Ces53, een Nederlandse graffitikunstenaar

Eind jaren zestig namen New Yorkse jongeren de gewoonte over van de straatjeugd uit Philadelphia om met een viltstift hun schuilnamen vliegensvlug op treinstellen en op metro's te plaatsen (vergelijkbaar met de geurvlag uit de biologie). Dit soort handtekeningen wordt tags genoemd.
Begin jaren tachtig inspireerden de graffiti van New York Europese kunstenaars als Blek le Rat. Vervolgens verschenen ook in Europese steden steeds meer graffiti. Het politieke en culturele klimaat in de jaren tachtig, gekenmerkt door sociale onrust, economische onzekerheid en daarmee onder andere de opkomst van subculturen onder jongeren zoals punk en hiphop, bleek een vruchtbare bodem voor graffiti. In Nederland leidde dit dan ook tot een aanzienlijke graffiti-activiteit, die haar hoogtepunt kende tussen 1985 en 1995.

## Beschrijving
Een graffiti-schildering waarbij het werk bestaat uit een outline en een fill-in, wordt een piece genoemd (waarschijnlijk een verkorting van masterpiece). Een throw-up is een grote uitgewerkte tag met een of twee kleuren en houdt daarmee het midden tussen een piece en een tag.
In New York werd de viltstift al snel vervangen door de spuitbus en het metrostel werd de ideale drager om een miljoenenpubliek te bereiken. Afhankelijk van de grootte van de schildering op de treinen onderscheidt men all-overs, top-to-bottom-, window-down- of end-to-end-graffiti. Een volledig beschilderde wagen inclusief ramen noemt men een whole car. Maar er zijn ook double whole car (ook wel married couple genoemd) schilderingen (pieces) gemaakt die bestaan uit twee whole car pieces.
Graffiti op straat worden meestal aangebracht met behulp van spuitbussen met verschillende kleuren verf. Het zijn vaak korte teksten en afbeeldingen, variërend van tags (korte parafen waaraan de maker door zijn collega's wordt herkend) tot pieces (grotere, met kunstzinnig gevoel uitgevoerde afbeeldingen). Vaak ziet men tientallen tags die dicht bij elkaar zijn neergezet. Er zijn duidelijke stijlen te herkennen in een ondergrondse graffiti-subcultuur. Vrijwel overal zijn graffiti aan te treffen. Graffiteurs - in de subcultuur zelf (de scene) ook wel schrijvers genoemd - zoeken soms moeilijk bereikbare plaatsen op en lopen daarbij het risico van valpartijen, aanrijding of elektrocutie.
Op sommige plekken kan men graffitiworkshops volgen, bijvoorbeeld in buurthuizen en tijdens festivals. In grote delen van de maatschappij worden graffiti echter minder gewaardeerd en als vandalisme beschouwd. Graffiti worden gezien als belangrijk onderdeel van de hiphop-cultuur.

### Soorten
Op grond van hun vorm en doel kan men verschillende soorten graffiti onderscheiden:
| Naam/type                              | Vorm | Doel |
| -------------------------------------- | --- | --- |
| Doodling                               | doedels, krabbels op schoolbanken en dergelijke | uiting van losse gedachten, verdeelde en afgeleide aandacht, vaak door tieners |
| Latrinalia                             | namen, beledigingen en grappen in publieke toiletten | uiting en discussie van onderdrukte ideeën, emoties en politiek |
| Tags                                   | subculturele bijnamen of symbolen: creatief en stijlvol geschreven.                                                                                               | Het drukken van het stempel van de schrijver op zichtbare plaatsen, waar deze door zo veel mogelijk mensen kunnen worden gezien. Hoe zichtbaarder in de publieke ruimte en hoe meer, des te groter de erkenning.               |
| Gang graffiti                          | markeringen van bendes (gangs), geplaatst aan de randen van het gebied van een bende, bijvoorbeeld in de vorm van omgekeerd geschreven woorden of geheimtaal      | aanduiden/afbakenen van het 'bendegebied' als waarschuwing voor andere bendes bij wijze van geurvlag |
| Politieke murals                       | afbeeldingen en tekst op muren die politieke gebeurtenissen en boodschappen uitbeelden                                                                            | protesteren tegen onderdrukking of het uitdragen van specifieke politieke initiatieven |
| Activistische graffiti                 | tekst geplaatst op reclamebeelden in de publieke ruimte. Dit kunnen bijvoorbeeld billboards, reclameborden of bushokjes zijn.                                     | Het bekritiseren van het reclamebeeld vanuit een bepaalde ideologie door er een aanverwante boodschap op te plaatsen (bijvoorbeeld bekritiseren van schaarsgeklede vrouwen vanuit feministisch, religieus of zedelijk oogpunt) |
| Throw Up                               | Een of meer letters bestaande uit één lijn - wordt in hooguit één minuut gezet (geschilderd)                                                                      | Hetzelfde als bij tags, waarbij er hier ook gelet wordt op de stijl en het verhaal dat wordt afgebeeld. |
| Bomb                                   | Zelfde als een tag maar in grotere hoeveelheden in een korte tijd.                                                                                                | |
| Wildstyle                              | Ingewikkelde lettervormen waarbij delen vervormd en door elkaar gevlochten zijn, vaak veelkleurig, met meer stijl en diepte (3-dimensionale schets) dan throw-ups | |
| Piece                                  | graffitiwerk met veel kleuren | |
| Masterpiece                            | volgens andere schrijvers een meesterwerk van een piece | |
| Reverse graffiti                       | Het schoonmaken van muren, maar dan zo dat een patroon zichtbaar wordt.                                                                                           | Deze vorm wordt door de makers als een legale manier van graffiti gezien omdat het niet verboden is om een muur schoon te maken.                                                                                               |
| Post-graffiti (ook wel canvas genoemd) | pieces geschilderd in galerieën of op een schilderdoek | beschikbaar gestelde werken voor kunstgalerieën of kopers. Verkoop voor levensonderhoud of voor het ondersteunen van de ondergrondse levensstijlen van graffititekenaars.                                                      |
| Blockbuster                            | Meestal de naam van een crew (groep) of schrijver (graffiti-kunstenaar) in grote kantige blokletters, vaak ingekleurd in zilver met zwarte rand.                  | |
| Silverpiece                            | Werkstuk uitgevoerd met zwarte rand en zilveren inkleuring, over het algemeen op een illegale plaats omdat de inkleuring de meeste tijd vergt.                    | |
| Stencil-graffiti                       | Hierbij wordt gebruik gemaakt van een stencil van papier of karton, waar de te maken tekening van tevoren uitgeknipt is.                                          | Op deze manier kan snel met een spuitbus steeds dezelfde tekening gemaakt worden, bijvoorbeeld voor guerrillamarketing. |

Een speciale vorm van graffiti is reverse graffiti. Hierbij wordt met een hogedrukspuit de vervuiling verwijderd van een oppervlak dat gedeeltelijk afgedekt wordt met een sjabloon. Dit wordt steeds meer gebruikt als vorm van buitenreclame. Deze vorm van graffiti verdwijnt vanzelf weer langzaam. Ondanks dat er geen verf of ander materiaal wordt aangebracht, is reverse graffiti toch niet zonder meer toegestaan.

## Kunst

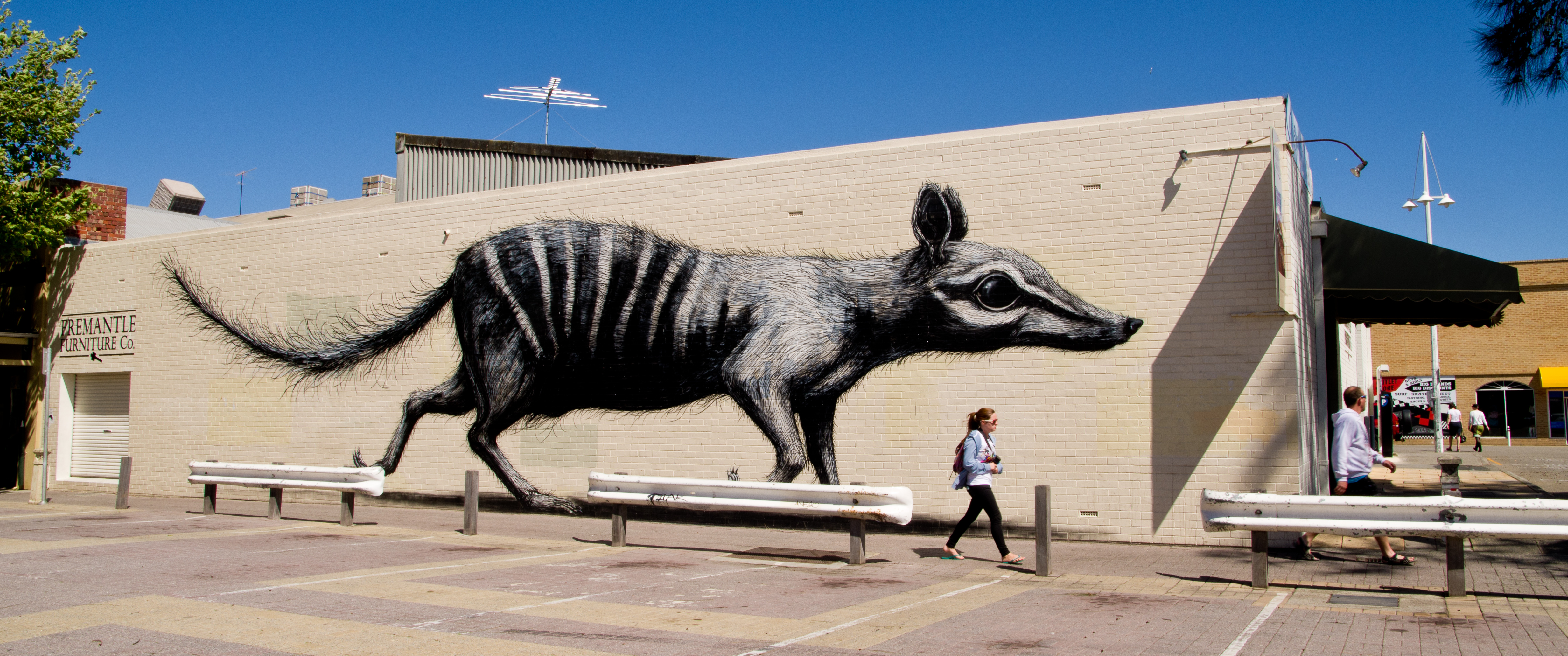
Buidelmiereneter door ROA in Fremantle, Australië

Aanvankelijk werden graffiti als low brow art beschouwd, maar toen de uitingswijze evolueerde werd zij in bredere kringen als kunstuiting gezien. De graffitimakers halen inspiratie uit allerlei andere media. De poppetjes die vaak naast de woorden zijn afgebeeld lijken in vorm en lichaamshouding veel op de stripfiguren van Vaughn Bodé. Soms worden zijn hagedissen of typische vrouwenfiguurtjes zelfs uit eerbetoon gekopieerd.
Ook in de maatschappelijk aanvaarde kunstvormen is de graffitikunst doorgedrongen. De consumptiegoederen uit de popart, de afkeer van de galeriekunst en de 'happening-en-performance-drang' van de conceptualisten droegen ertoe bij dat de spuitbusschilders in de jaren tachtig graffiti als kunstvorm gingen beoefenen.
Bekende graffitikunstenaars tijdens de opkomst van deze stroming in New York zijn Keith Haring, Jean-Michel Basquiat en Kenny Scharf.
Graffitischilders werken zowel figuratief als non-figuratief, op om het even welke drager. De kunstenaar laat zich alleen leiden door zijn spontaniteit en een opvallend snelle uitvoering (noodgedwongen omdat de techniek dit enigszins vereist en hij anders risico loopt te worden gearresteerd). In Nederland beweegt Laser 3.14 zich met gedichten op de grens tussen graffiti en street-art. Daarnaast zijn er verschillende Amsterdamse en Leidse graffiti-kunstenaars (generatie jaren 80-90) die in grensgebieden tussen kunst, reclame en graffiti hun brood verdienen, bijvoorbeeld Delta (Amsterdam) en Zedz (Leiden). In Midden-Nederland is de Utrechtse kabouter op die wijze actief. In 2015 werd in Goes een Mural-festival gehouden, waardoor nu in de stad diverse grote en kunstzinnige graffitiwerken te zien zijn.

## Milieuaspecten en gezondheid
Het gebruikte materiaal is zeer variabel. Soms wordt met trappen en verfrollers op lange stokken gewerkt, maar meestal is het spuitverf. Vooral spuitverf is schadelijk voor gezondheid en milieu. Voor het verwijderen van graffiti worden soms ongezonde vluchtige oplosmiddelen gebruikt, waarbij gezorgd moet worden dat de vrijkomende opgeloste verfresten niet in het grondwater terechtkomen. Het (telkens) verwijderen van de spuitverf kan ten koste gaan van de levensduur van het betreffende object.

## Vandalisme en verwijdering

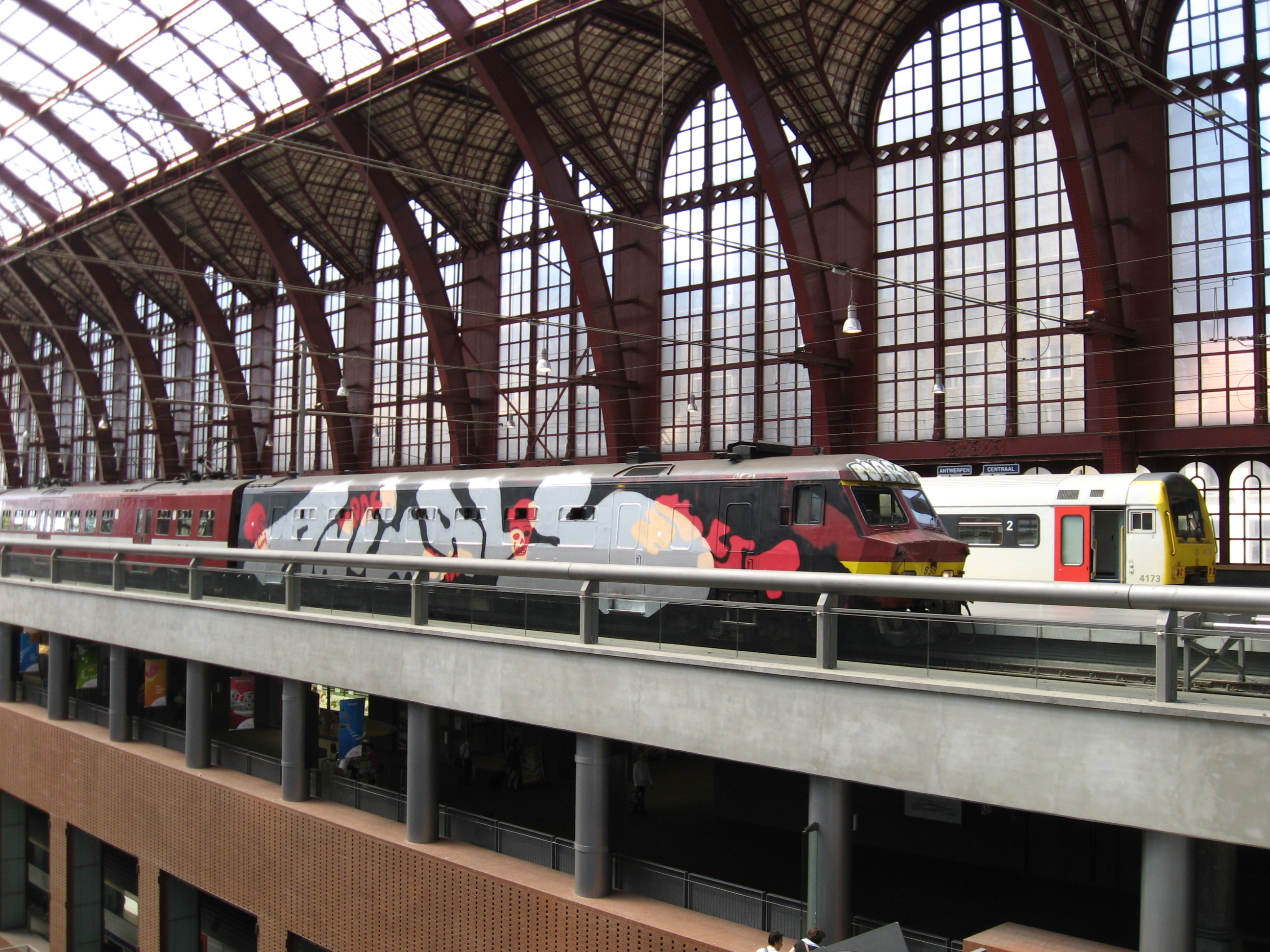
Vandalisme op een Belgisch treinstel

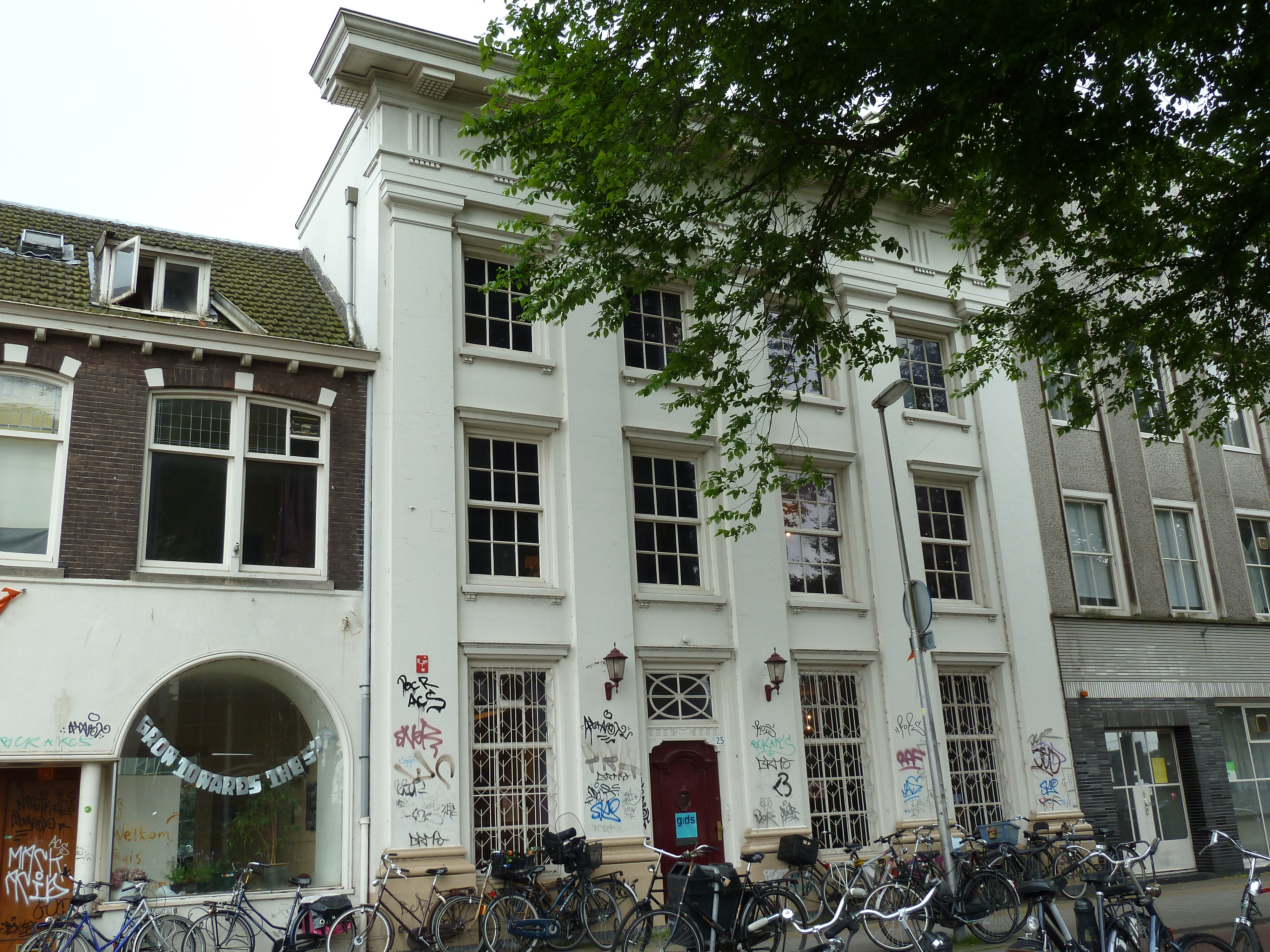
Bekladding van een rijksmonument

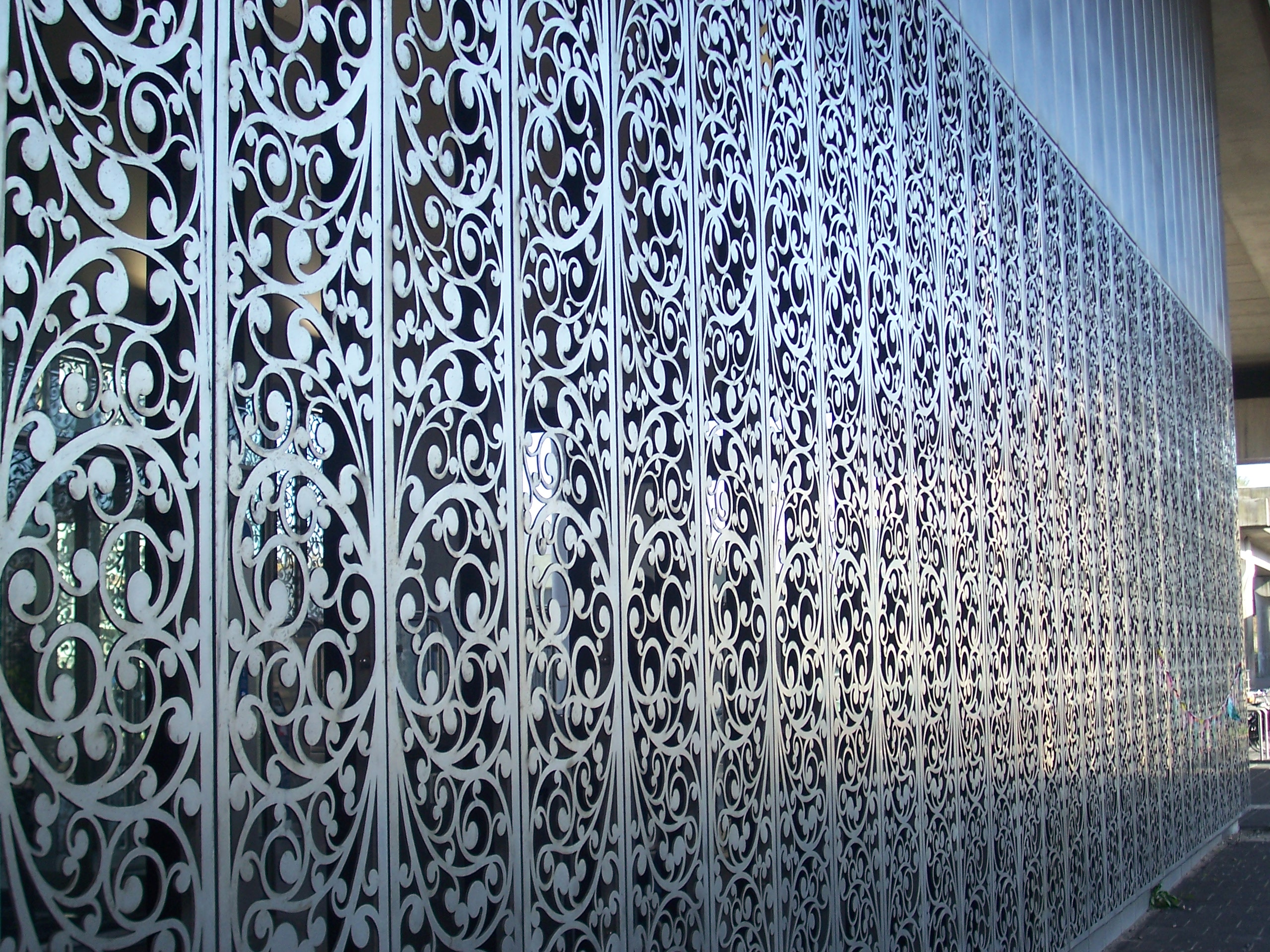
Deel van graffitiwerend hekwerk (kunstwerk), Kraaiennest (metrostation), Amsterdam

Graffiti worden vaak aangebracht op bouwwerken die niet van privépersonen zijn, maar van de overheid of van grote organisaties. Vaak zijn verrijdbare zaken het doelwit, zoals het in- en exterieur van treinen, metro's, trams, bussen en portocabins, evenals straatmeubilair, zoals verdeelkasten van elektriciteits-, telefoon- en andere kabelbedrijven, openbare brievenbussen en afvalcontainers. Het aanbrengen van ongewenste, illegale graffiti is een daad van vandalisme. Daarom maakt de politie hiervan proces-verbaal op en wordt de dader zo mogelijk opgespoord. Deze moet meestal de kosten van het verwijderen betalen. In de praktijk komt dit echter nauwelijks voor. In de loop der jaren heeft de maatschappij zich deels neergelegd bij het steeds weer verschijnen van graffiti. In sommige steden zijn speciale muren gebouwd voor het spuiten van graffiti. Hiermee probeert men te voorkomen dat mensen graffiti spuiten op plekken waar dit niet mag.
Het reinigen van bekladde muren, geluidsschermen, ramen, deuren, sloten, rijtuigen en dergelijke kost de eigenaar en uiteindelijk de maatschappij veel geld. Tijdens het reinigen worden onderliggende verflagen of het bouwmateriaal vaak aangetast. Het gaat dus niet alleen om verwijderen van de opgebrachte verf, maar ook om herstel van het object. Voor Nederlandse gemeenten die graffiti op willen nemen in hun veiligheidsaanpak, is een Aanpak graffiti ontwikkeld door het Centrum voor Criminaliteitspreventie en Veiligheid. Ongewenste graffiti kunnen afhankelijk van de gebruikte verf en ondergrond op verscheidene manieren worden verwijderd:
- met biologisch afbreekbare middelen.
- met perslucht spuiten waar bakpoeder aan is toegevoegd. Bakpoeder is zacht en bros en zal daardoor objecten niet beschadigen of opruwen. Zo kunnen ondergronden zoals glas, natuursteen, geglazuurde tegels en RVS schoon gestraald worden. Door de energieoverdracht van het bakpoederkorreltje worden de graffiti van de ondergrond geschrobd. Een kleine hoeveelheid water wordt gebruikt om stofoverlast tot een minimum te beperken.
- Gebruikmaken van een gesloten onderdruk straalsysteem. De verf wordt door middel van granulaat en onderdruk uit de ondergrond gezogen. Er is geen water nodig, er komen geen afvalstoffen vrij en de ondergrond blijft volledig intact.
- Een incidenteel toegepaste manier om illegale graffiti te verwijderen is er legale graffiti overheen aan laten brengen door ingehuurde kunstenaars. Graffitischrijvers zullen zelden over het werk van anderen spuiten uit respect voor elkaar. Zo werd in Amsterdam maar ook in Rotterdam in de oudste metrostellen plakfolie met kunst over de graffiti geplakt, waardoor het interieur van de stellen er een stuk verzorgder ging uitzien en het aanbrengen van nieuwe graffiti voorkomen werd.
- Graffiti zo snel mogelijk verwijderen of oververven werkt ontmoedigend.
- Veel oppervlakken worden voorzien van een coating waar verf minder goed op hecht, zodat verwijderen later beter mogelijk is.
- Geluidsschermen worden met klimplanten beplant, omdat deze de verf vanzelf weer weg-groeien.
- Oppervlaktes worden driedimensionaal uitgevoerd, zodat het moeilijk is een afbeelding aan te brengen.

Graffiti die deels zijn verwijderd laten zogenoemde spookbeelden na. Ook deze spookbeelden of schaduwbeelden zijn te verwijderen met schaduwverwijderaars. Graffiti kunnen niet worden verwijderd door gebruik te maken van chemische oplosmiddelen om de verf op te lossen, bijvoorbeeld terpentine. Terpentine verdunt de verf waardoor deze nog verder in de ondergrond zal trekken. Het verwijderen van graffiti kan, net als gevelreiniging, blijvend kwalijke gevolgen hebben voor de onderliggende gevel. Een methode die op de ene steensoort succesvol is, kan op de andere zeer nadelig werken.

## Legale locaties
Sinds 2022 zijn er plaatsen in Nederland waar graffiti en street art toegestaan is. Deze zijn speciaal ontworpen voor graffiti-kunstenaars om hun kunsten te kunnen tonen aan het grote publiek en te laten zien dat zij kunst maken en echte kunstenaars zijn. De twee grootste en bekendste plaatsen zijn de Graffitifun Hall of Fame Utrecht en Graffitifun Hall of Fame Amsterdam. 

## Afbeeldingen

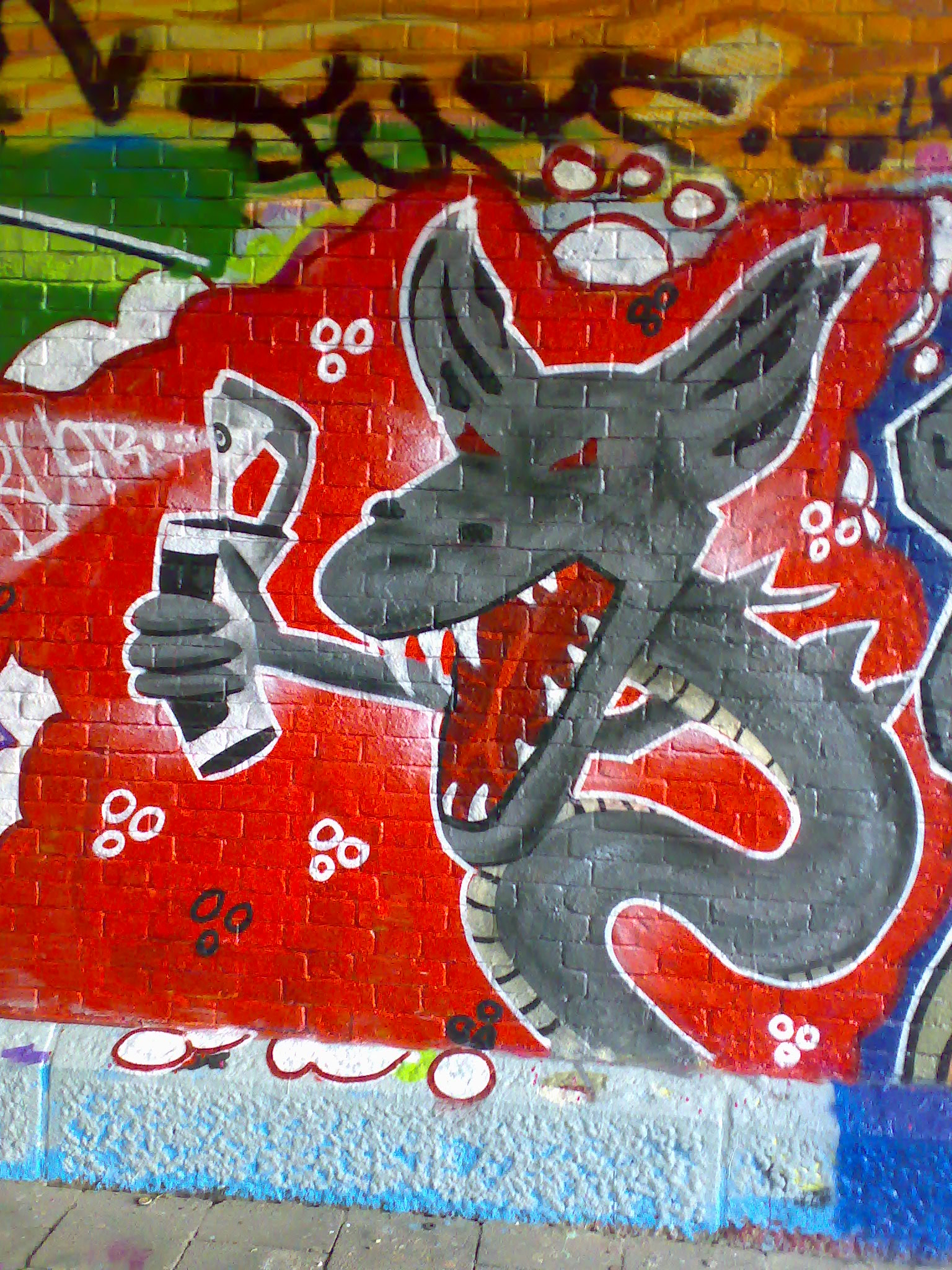
Piece van een slang die graffiti plaatst, aan de muur van de Nieuwe Roversbrug, een van de plekken in Katwijk waar het plaatsen van graffiti wordt toegestaan
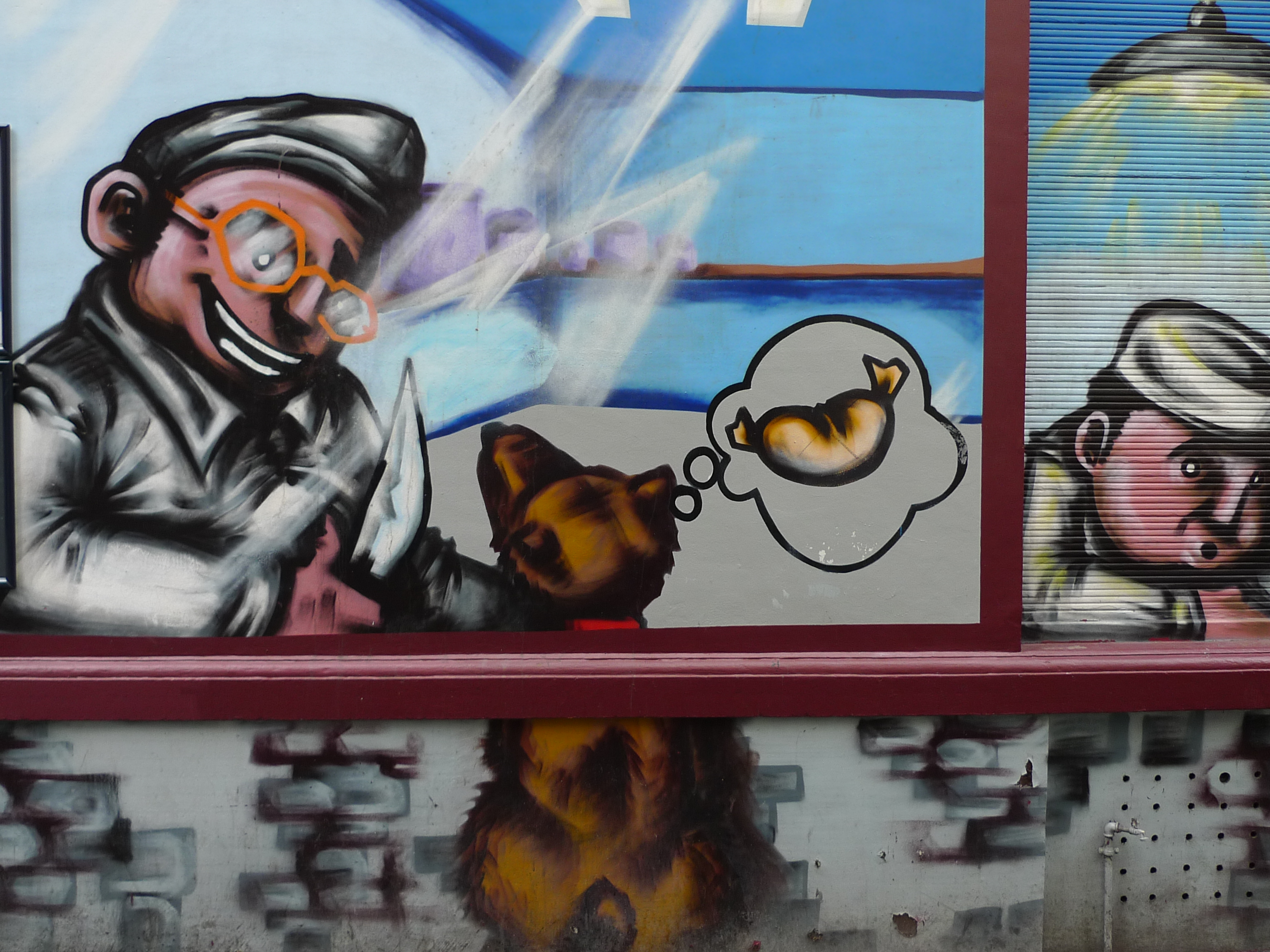
Graffiti in Brussel
The Rat van graffiti-kunstenaar Banksy, een van de beroemdste graffiti-kunstenaars ter wereld, die graffiti met betekenis spuit
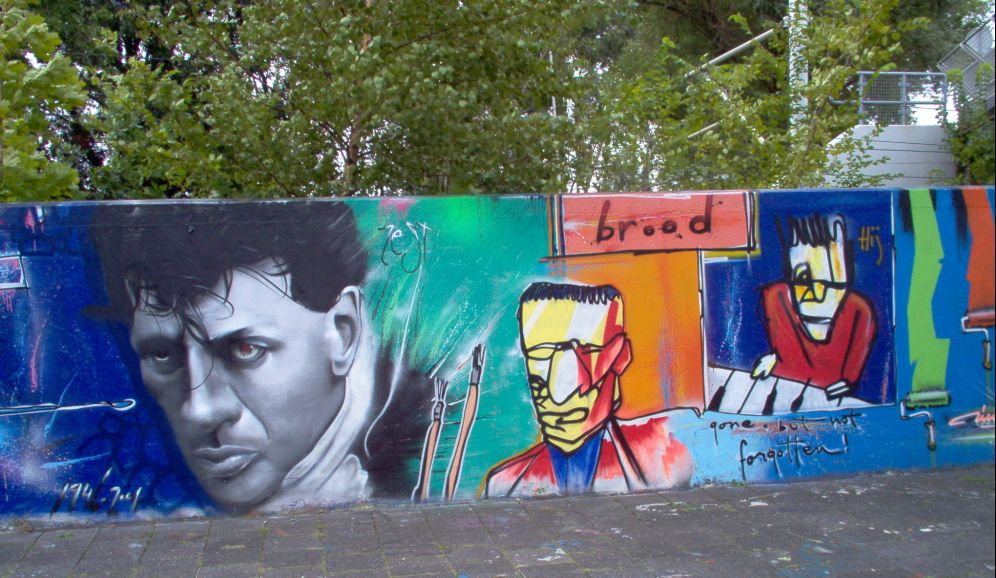
Herman Brood op een legale graffitiplaats in Delft
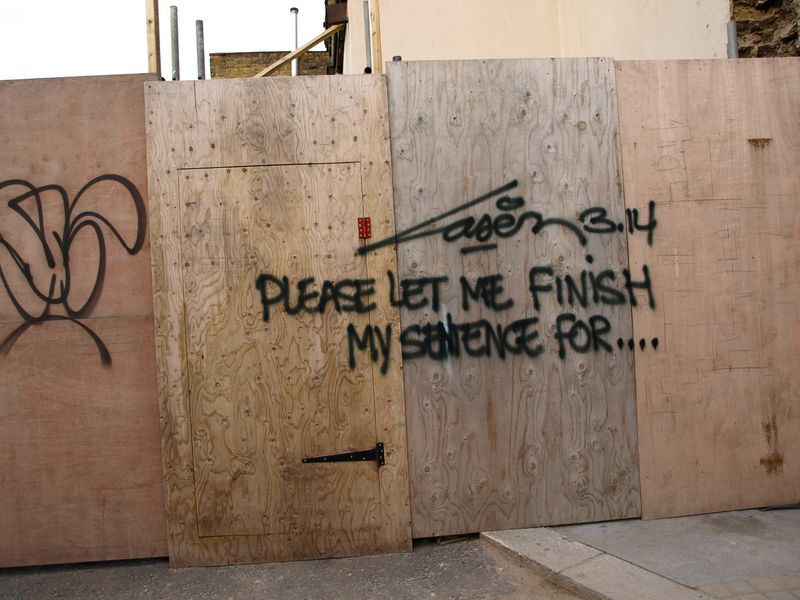
Straatgedichten van Laser 3.14
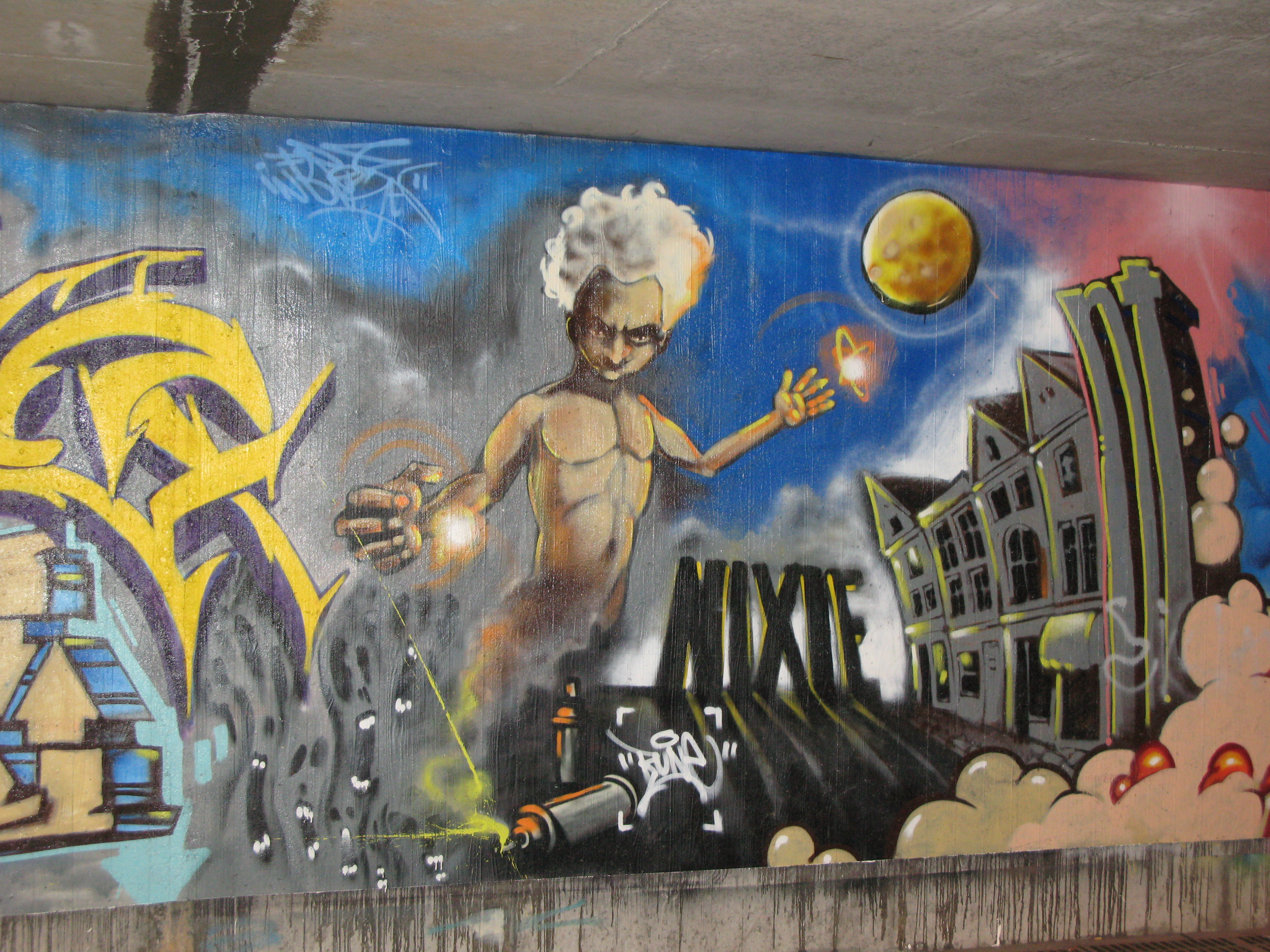
Legale graffitikunst in een fietserstunnel in Brugge
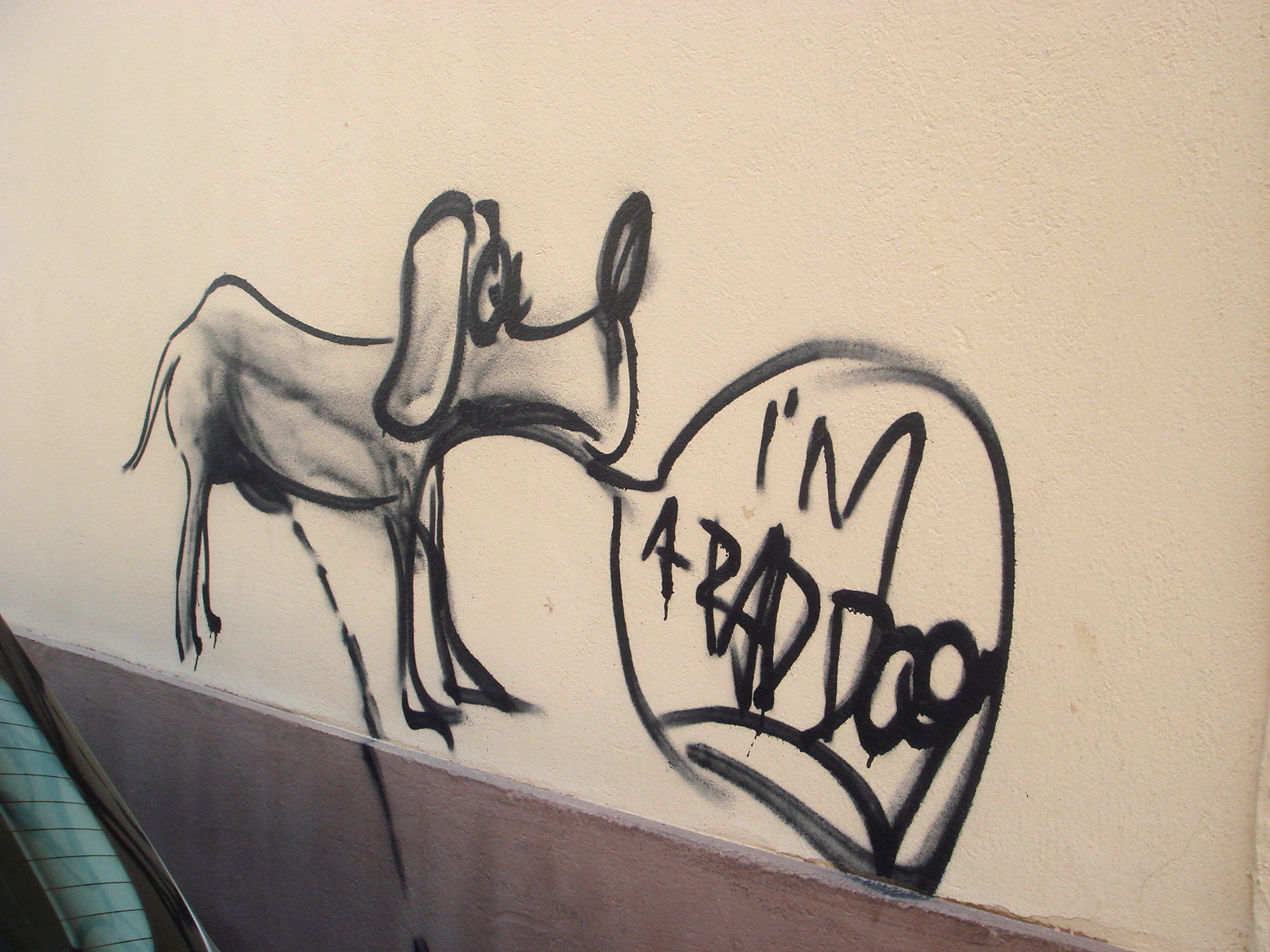
"I'm a bad dog". Graffiti in Syracuse, Italië
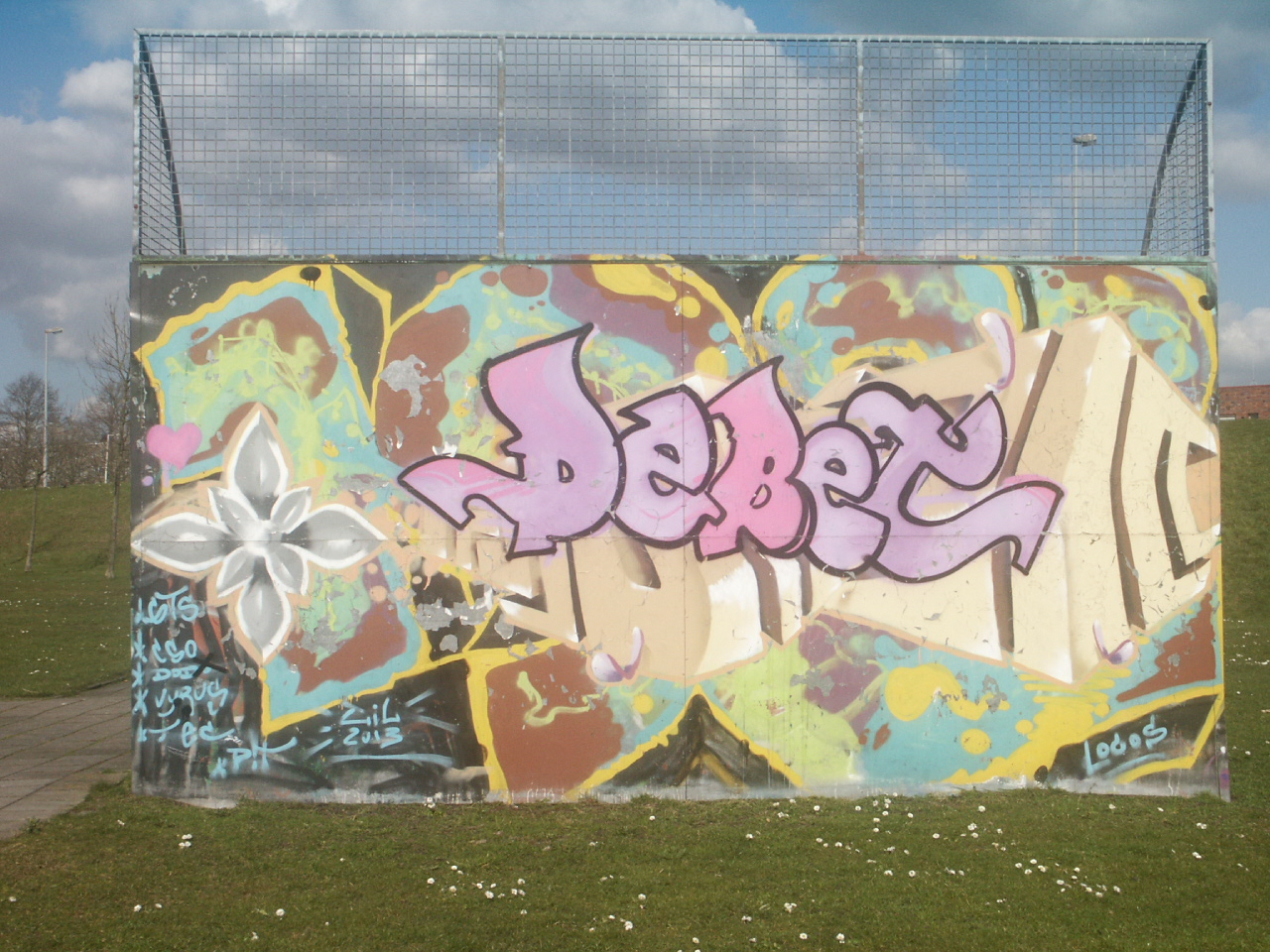
Graffiti op een halfpipe in Amsterdam-Zuidoost
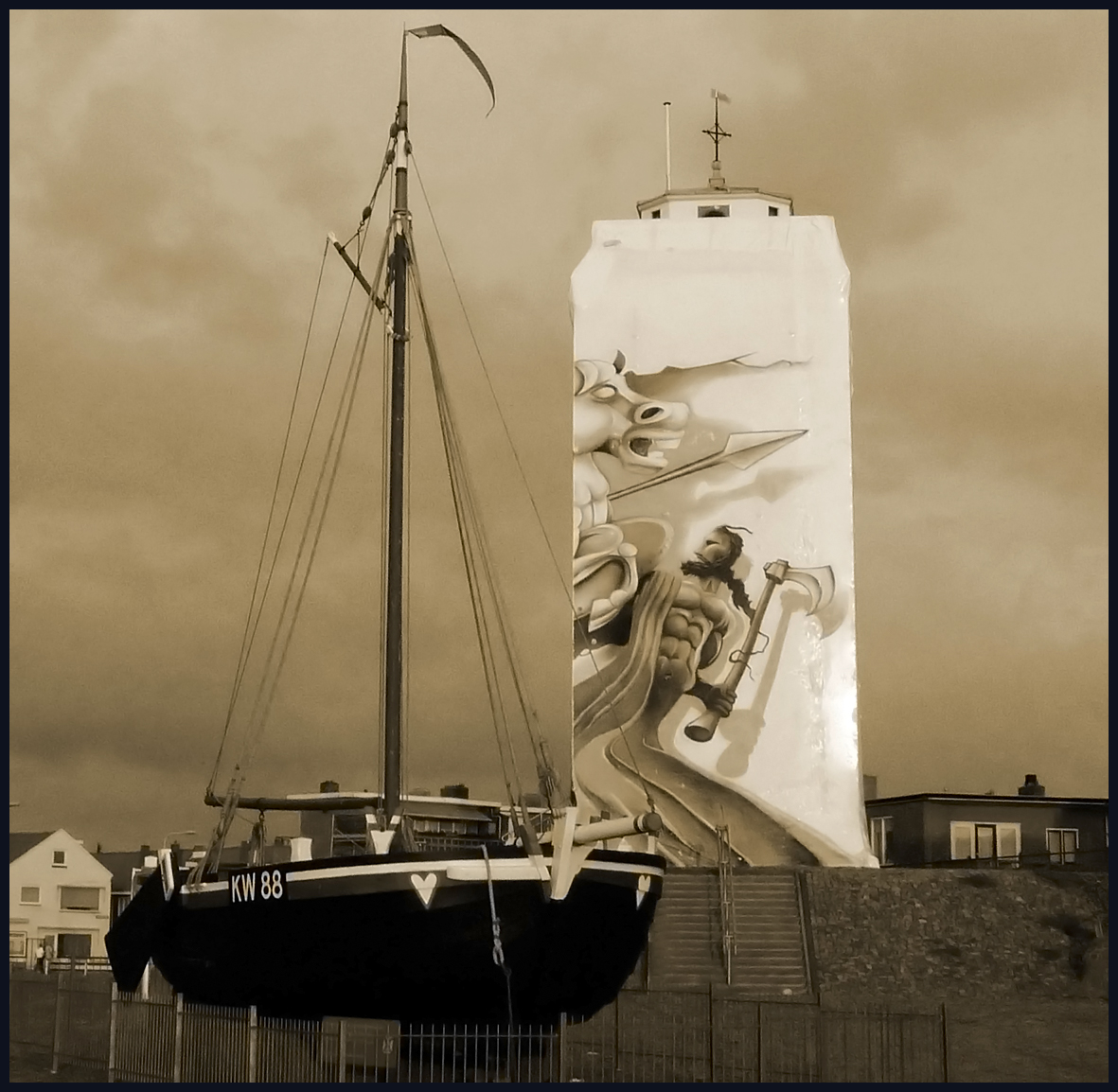
Tijdelijke graffiti op de vuurtoren van Katwijk vanwege themajaar 'Leve de Limes' in 2009.
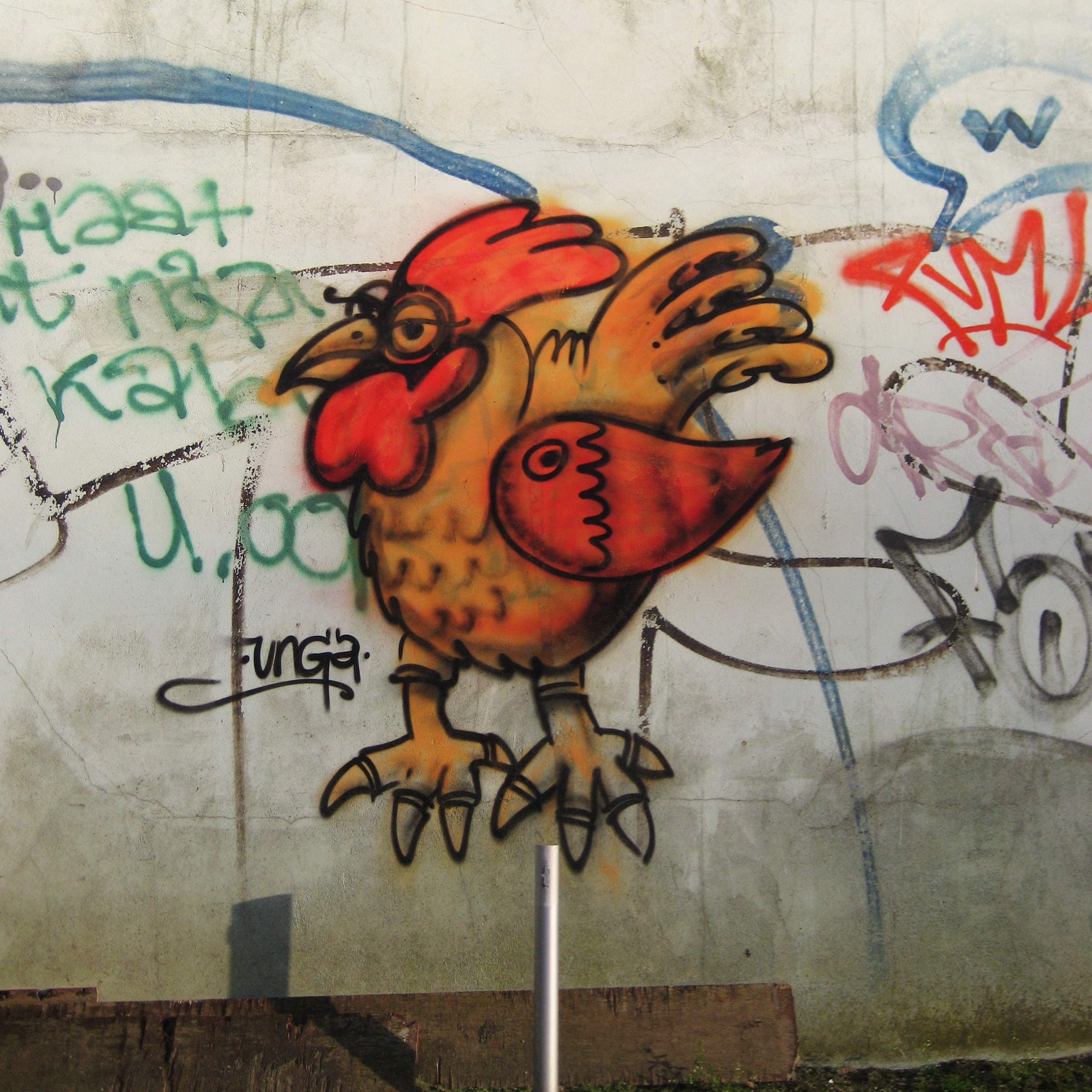
Graffiti in de stad Groningen (2012)
Gespoten graffiti bij de Oostertoegang, Amsterdam (2023)